# 6956 Holbach
6956 Holbach eller 1988 CX3 är en asteroid i huvudbältet som upptäcktes den 13 februari 1988 av den belgiske astronomen Eric W. Elst vid La Silla-observatoriet. Den är uppkallad efter fransmannen Baron d'Holbach.
Den tillhör asteroidgruppen Vesta.